# Kjell Johansson (Tischtennisspieler)

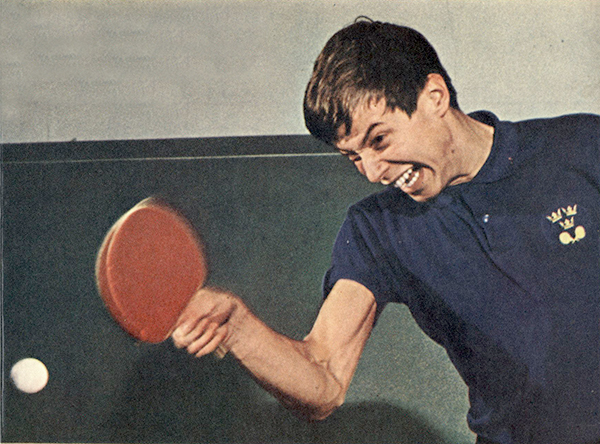
Kjell Johansson 1966

Kjell Johansson (* 5. Oktober 1946 in Eskilstuna; † 24. Oktober 2011 in Eksjö) war ein schwedischer Tischtennisspieler und gehörte in den 1960er und 1970er Jahren zu den besten Tischtennisspielern der Welt.

## Karriere
Kjell Johansson wurde 1964 in Malmö und 1966 in London Europameister im Herreneinzel und später dreimal Weltmeister im Herrendoppel (1967 in Stockholm und 1969 in München mit Hans Alsér / 1973 in Sarajevo mit Stellan Bengtsson). Sechsmal gewann er mit der schwedischen Mannschaft die Europameisterschaft. Sechsmal wurde er schwedischer Meister im Herren-Einzel. Zwischen 1961 und 1977 spielte er 240-mal in der schwedischen Nationalmannschaft. 1965 wurde er mit der Svenska-Dagbladet-Goldmedaille geehrt. Nach der Weltmeisterschaft 1977 beendete Johansson seine Laufbahn.
Wie sehr viele Tischtennisspieler war Kjell auch für seine Fairness bekannt: Bei der Tischtennis-Weltmeisterschaft 1967 (Einzel-Wettbewerb) in Stockholm lag er im Entscheidungssatz 19:20 gegen den russischen Spieler Stanislaw Gomoskow zurück. Im folgenden Ballwechsel übersah der Schiedsrichter einen Kantenball des Russen, der Schwede gab den Punkt aber ab und verlor das Spiel dadurch. Für seine Ehrlichkeit wurde Johansson später mit dem Unicef Fair Play Award ausgezeichnet.
Seinen extrem harten, kompromisslosen Vorhandschuss nannte man auch scherzhaft „Thors Hammer“ („Thors Hammare“), er gilt als der erste kompromisslos offensive Tischtennisspieler in Europa. Leider gelang es ihm nicht, sein Spielsystem (sicheres Blockspiel, „Schuss“, umwerfende Koordination) auf den Ende der 60er Jahre aufkommenden Topspin umzustellen, dies und weitere Defizite (z. B. im Aufschlagspiel) waren wahrscheinlich die Gründe dafür, dass er nie eine Einzelweltmeisterschaft gewinnen konnte.
Zusammen mit seinem Bruder Christer Johansson spielte er bei der WM 1967 in der schwedischen Mannschaft.

## Erfolge
- Teilnahme an Tischtennisweltmeisterschaften
  - 1967 in Stockholm
    - 1. Platz Doppel (mit Hans Alsér)
    - 3. Platz mit Herrenteam

  - 1969 in München
    - 1. Platz Doppel (mit Hans Alsér)

  - 1973 in Sarajewo
    - 2. Platz Einzel (hinter Hsi En-Ting)
    - 1. Platz Doppel (mit Stellan Bengtsson)
    - 1. Platz mit Herrenteam

  - 1977 in Birmingham
    - 3. Platz Doppel
- Europameisterschaften
  - 1964 in Malmö
    - 1. Platz Einzel
    - 2. Platz Doppel (mit Hans Alsér)
    - 1. Platz mit Herrenteam

  - 1966 in London
    - 1. Platz Einzel
    - 1. Platz Doppel (mit Hans Alsér)
    - 1. Platz mit Herrenteam

  - 1968 in Lyon
    - 3. Platz Einzel
    - 2. Platz Doppel (mit Hans Alsér)
    - 1. Platz mit Herrenteam

  - 1970 in Moskau
    - 3. Platz Einzel
    - 2. Platz Doppel (mit Hans Alsér)
    - 1. Platz mit Herrenteam

  - 1972 in Rotterdam
    - 2. Platz Doppel (mit Stellan Bengtsson)

  - 1976 in Prag
    - 1. Platz Doppel (mit Stellan Bengtsson)
- Internationale Meisterschaften von Skandinavien (SOC)
  - 1969: 2. Platz Einzel
  - 1970: 1. Platz Einzel
  - 1971: 1. Platz Einzel
  - 1975: 2. Platz Einzel
- Nationale schwedische Meisterschaften
  - 1964: 1. Platz Einzel
  - 1965: 2. Platz Einzel
  - 1966: 1. Platz Einzel
  - 1967: 2. Platz Einzel
  - 1968: 2. Platz Einzel
  - 1969: 1. Platz Einzel
  - 1971: 1. Platz Einzel
  - 1972: 2. Platz Einzel
  - 1973: 2. Platz Einzel
  - 1974: 1. Platz Einzel
  - 1975: 2. Platz Einzel
  - 1976: 1. Platz Einzel
- Europa-Rangliste: 1966 Platz 1

## Turnierergebnisse
| Verband | Veranstaltung                         | Jahr | Ort         | Land | Einzel        | Doppel     | Mixed        | Team |
| ------- | ------------------------------------- | ---- | ----------- | ---- | ------------- | ---------- | ------------ | ---- |
| SWE     | Europameisterschaft                   | 1976 | Prag        | TCH  | Viertelfinale | Gold       |              | 2    |
| SWE     | Europameisterschaft                   | 1974 | Novi Sad    | YUG  | Halbfinale    | Silber     |              | 1    |
| SWE     | Europameisterschaft                   | 1972 | Rotterdam   | NED  | letzte 16     | Silber     |              | 1    |
| SWE     | Europameisterschaft                   | 1970 | Moskau      | URS  | Halbfinale    | Silber     |              | 1    |
| SWE     | Europameisterschaft                   | 1968 | Lyon        | FRA  | Halbfinale    | Silber     |              | 1    |
| SWE     | Europameisterschaft                   | 1966 | London      | ENG  | Gold          | Gold       |              | 1    |
| SWE     | Europameisterschaft                   | 1964 | Malmö       | SWE  | Gold          | Silber     |              | 1    |
| SWE     | Jugend-Europameisterschaft (Junioren) | 1963 | Duisburg    | FRG  | Halbfinale    | Gold       |              |      |
| SWE     | EURO-TOP12                            | 1977 | Sarajevo    | YUG  | Scratched     |            |              |      |
| SWE     | EURO-TOP12                            | 1976 | Lübeck      | FRG  | Silber        |            |              |      |
| SWE     | EURO-TOP12                            | 1975 | Wien        | AUT  | Gold          |            |              |      |
| SWE     | EURO-TOP12                            | 1974 | Trollhatten | SWE  | Scratched     |            |              |      |
| SWE     | EURO-TOP12                            | 1973 | Böblingen   | FRG  | 4             |            |              |      |
| SWE     | EURO-TOP12                            | 1972 | Zagreb      | YUG  | Scratched     |            |              |      |
| SWE     | EURO-TOP12                            | 1971 | Zadar       | YUG  | 6             |            |              |      |
| SWE     | Nordic Meisterschaften                | 1969 | Solvesborg  | SWE  | Gold          | Gold       | Silber       | 1    |
| SWE     | Nordic Meisterschaften                | 1965 | Nyborg      | DEN  | Gold          | Gold       | Silber       | 1    |
| SWE     | Nordic Meisterschaften                | 1963 | Skara       | SWE  | Gold          | Gold       | Gold         | 1    |
| SWE     | Nordic Meisterschaften                | 1961 | Bergen      | NOR  | Halbfinale    |            |              | 1    |
| SWE     | Weltmeisterschaft                     | 1977 | Birmingham  | ENG  | letzte 16     | Halbfinale | keine Teiln. | 3    |
| SWE     | Weltmeisterschaft                     | 1975 | Calcutta    | IND  | Viertelfinale | letzte 16  | keine Teiln. | 3    |
| SWE     | Weltmeisterschaft                     | 1973 | Sarajevo    | YUG  | Silber        | Gold       | keine Teiln. | 1    |
| SWE     | Weltmeisterschaft                     | 1971 | Nagoya      | JPN  | letzte 128    | letzte 32  | keine Teiln. | 4    |
| SWE     | Weltmeisterschaft                     | 1969 | München     | FRG  | letzte 64     | Gold       | keine Teiln. | 5    |
| SWE     | Weltmeisterschaft                     | 1967 | Stockholm   | SWE  | letzte 64     | Gold       | letzte 64    | 3    |
| SWE     | Weltmeisterschaft                     | 1965 | Ljubljana   | YUG  | Scratched     | Scratched  | keine Teiln. | 6    |
| SWE     | Weltmeisterschaft                     | 1963 | Prag        | TCH  | letzte 64     | letzte 64  | letzte 32    | 3    |

## Philatelie
Von der schwedischen Post wurden am 11. April 1967 zwei Postwertzeichen herausgegeben, auf denen Kjell Johannsson abgebildet ist (Michel-Katalog Nr. 578–579).